# Araba Walton
Araba Walton (née le 4 novembre 1975 à Simbach am Inn) est une actrice, chanteuse et interprète de comédie musicale allemande. Elle parle allemand, anglais et français. Walton est avant tout connue pour son rôle dans le film Berlin Calling,,.

## Biographie
Après l'obtention de son baccalauréat, Walton continue sa formation à ArtsEd à Londres. Elle chante le folk, le jazz, le soul et a notamment chanté dans de nombreuses comédies musicales. Elle maîtrise entre autres différents styles de danse comme l'afro-dance, la salsa, la samba et la danse de salon,.
Walton joue dans plusieurs productions de West End et Off-West End avant de déménager à Hambourg à la fin de 2001 pour jouer dans la comédie musicale Le Roi lion,. Deux ans plus tard, elle s'installe à Berlin, où elle devient un membre permanent du Berlin Logentheater et de la compagnie de théâtre Abok. En plus de ses apparitions dans des productions théâtrales, elle joue dans de nombreuses productions cinématographiques et télévisuelles. En-dehors des villes de Hambourg et Berlin, elle a également vécu à Cologne, Londres, Munich et Zurich.
Walton a été chanteuse dans plusieurs groupes, dont Occams Razor de 1990 à 1995, ainsi qu'Eruption et RITE Spirit en 2003. En 2007 et 2008, elle contribue également à plusieurs singles de Roland Appel (de) sur Sonar Kollektiv (de).
Elle est un des membres fondateurs de l'association Schwarze Filmschaffende in Deutschland en 2006 aux côtés de Carol Campbell, sa présidente.

## Filmographie

### Cinéma
- 2003 : Simon : Gisela
- 2004 : A2Z : Artist
- 2005 : Asudem : Special Agent Bo
- 2005 : Brown Girl in the Ring
- 2006 : Sunny Hill : Jo
- 2008 : Berlin Calling : Corinna
- 2009 : Wilsberg: Der Mann am Fenster : Secrétaire
- 2013 : ...und Äktschn! : Greta

### Télévision
- 2004 : Über das Verschwinden : WG
- 2006 : Bittersüßes Nichts : Wiebke
- 2007 : Willkommen im Westerwald : Lindsay
- 2008 : Plötzlich Papa - Eisprung abgelehnt! : Liz
- 2008 : Heiße Spur : Joann Westfall
- 2009 : Wilsberg : secrétaire
- 2010 : Um Himmels Willen - Weihnachten unter Palmen : stewardess
- 2019 : Team Alpin - Kein Weg zu weit : Dr Sistani
- 2019 : Team Alpin - Zweite Freiheit : Dr Sistani
- 2020 : Die Rosenheim-Cops : Elsa König[4]

## Théâtre
- 2000 : Les Trois Sœurs : Masha
- 2000 : Edmond
- 2000 : Geschlossene Gesellschaft : Ines
- 2000 : Pentecost : Antonia
- 2001 : Decameron
- 2001 : Life : Lilly
- 2005 : Blutknoten
- 2006 : Garuma
- 2006 : Balkonstrasse 5
- 2010 : Yesterday/Tomorrow
- 2010 : Yesterday/ Tomorrow
- 2013 : Plantation Memories
- 2017–2018 : Nachts als die Sonne für mich schien[4]

## Comédies musicales
- 2001-2004 : Le Roi lion
- 2001 : Hair